# Одна тысяча гривен
1000 гривен — номинал денежных купюр, которые были эмитированы ʙ Украине 25 октября 2019 года, а также номинал купюр УНР, которые находились в обращении в 1918—1920 годах.

## УНР

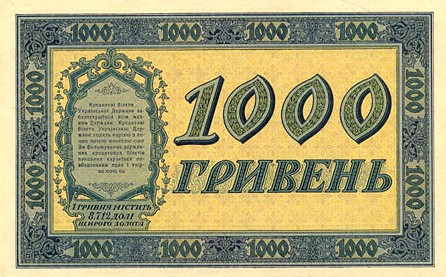
Лицевая сторона купюры 1000 гривен 1918.

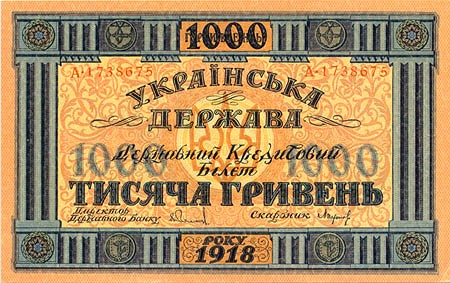
Обратная сторона купюры 1000 гривен 1918.

Центральная Рада 1 марта 1918 года приняла Закон «О денежной единице, биение монеты и печать государственных кредитных билетов», которым была введена новая денежная единица — гривна, которая делилась на 100 шагов и равнялась 1/2 рубля. 30 марта 1918 года был принят Закон «О выпуске на 100 млн знаков Госказначейства».
В течение 1918 года в Берлине были отпечатаны дензнаки достоинством 1000 гривен. Эскиз купюры выполнил И. Мозолевский. Проект был выполнен уже после провозглашения гетманата во главе с Павлом Скоропадским. Банкнота была напечатана на желтоватой бумаге, размером 198 мм х 125 мм, основной цвет — синий.
Введены в обращение в октябре 1918 года.

## Украина
Разговоры о введении купюры номиналом 1000 гривен поднимались неоднократно.
Художник Василий Лопата в начале 1990-х годов предлагал изобразить на купюре номиналом 1000 гривен Митрополита Петра Могилу.
В январе 2011 и ноябре 2013 года о возможности введения банкноты номиналом 1000 гривен сообщал тогдашний заместитель председателя НБУ Владимир Кротюк.
Купюру в презентационном варианте с изображением Пантелеймона Кулиша, но без указания номинала, Нацбанк выпустил в 2008 году. Именно эта презентационная банкнота рассматривалась как один из возможных вариантов 1000-гривневой купюры в 2011 году, но воплощение в реальность не произошло.
22 декабря 2016 о планах введения купюры номиналом 1000 гривен сообщила глава НБУ Валерия Гонтарева. Она заверила, что портрета Пантелеймона Кулиша на купюре этого номинала не будет.
25 июня 2019 пресс-служба НБУ сообщила о введении купюры номиналом 1000 гривен с 25 октября 2019 года. На лицевой стороне новой банкноты изображён Владимир Вернадский. На обратной стороне напечатано изображение здания Президиума Национальной академии наук Украины.

## Статистические данные
| Банкноты разных лет выпуска | Банкноты разных лет выпуска | Банкноты разных лет выпуска | Банкноты разных лет выпуска | Банкноты разных лет выпуска | Банкноты разных лет выпуска | Банкноты разных лет выпуска                  | Банкноты разных лет выпуска | Банкноты разных лет выпуска | Банкноты разных лет выпуска |
| Изображение                 | Изображение                 | Подпись                     | Размеры                     | Основной цвет               | Описание                    | Описание                                     | Дата                        | Дата                        | Дата                        |
| Аверс                       | Реверс                      | Подпись                     | Размеры                     | Основной цвет               | Аверс                       | Реверс                                       | печати                      | выпуска                     | изъятия                     |
| --------------------------- | --------------------------- | --------------------------- | --------------------------- | --------------------------- | --------------------------- | -------------------------------------------- | --------------------------- | --------------------------- | --------------------------- |
|                             |                             |                             | 198×125 мм                  | жёлто-синий                 | номинал, герб УНР           | номинал, герб УНР, год выпуска               | 1918                        | октябрь 1918                | после 1920                  |
|                             |                             | Я. Смолий (2019)            | 160×75 мм                   | бежево-голубой              | Владимир Вернадский         | Президиум Национальной академии наук Украины | 2019                        | 25 октября 2019             | в обращении                 |
|                             |                             | К. Шевченко (2021)          | 160×75 мм                   | бежево-голубой              | Владимир Вернадский         | Президиум Национальной академии наук Украины | 2021                        | 7 декабря 2021              | в обращении                 |
|                             |                             | А. Пышный (2023)            | 160×75 мм                   | бежево-голубой              | Владимир Вернадский         | Президиум Национальной академии наук Украины | 2023                        | 20 июля 2023                | в обращении                 |